# 8e étape du Tour d'Espagne 2010
La 8e étape du Tour d'Espagne 2010 s'est déroulée le 4 septembre 2010 entre Villena et Xorret de Catí sur 188,8 km.  Le Français David Moncoutié (Cofidis) remporte l'étape en solitaire après avoir lâché ses compagnons d'échappées dans la dernière montée. Il s'agit de sa troisième victoire en trois ans sur la Vuelta. Le Belge Philippe Gilbert (Omega Pharma-Lotto) perd son maillot rouge de leader au profit de l'Espagnol Igor Antón (Euskaltel-Euskadi).

## Parcours
Cette étape comprend cinq cols comptant pour le classement de la montagne. Il s'agit de la première étape compliquée de cette Vuelta avec l'ascension de l'Alto de Xorret de Cati, col de 1re catégorie dont le sommet est situé à 3 km de l'arrivée et qui comprend des passages supérieurs à 20 %.

## Côtes
|   | Cycliste         | Équipe           | Pts |
| - | ---------------- | ---------------- | --- |
| 1 | Óscar Pujol      | Cervélo TestTeam | 3   |
| 2 | Serafín Martínez | Xacobeo Galicia  | 2   |
| 3 | David Moncoutié  | Cofidis          | 1   |

|   | Cycliste         | Équipe                | Pts |
| - | ---------------- | --------------------- | --- |
| 1 | Serafín Martínez | Xacobeo Galicia       | 5   |
| 2 | David Moncoutié  | Cofidis               | 3   |
| 3 | Johann Tschopp   | BBox Bouygues Telecom | 1   |

|   | Cycliste         | Équipe                | Pts |
| - | ---------------- | --------------------- | --- |
| 1 | Serafín Martínez | Xacobeo Galicia       | 5   |
| 2 | David Moncoutié  | Cofidis               | 3   |
| 3 | Johann Tschopp   | BBox Bouygues Telecom | 1   |

|   | Cycliste         | Équipe                | Pts |
| - | ---------------- | --------------------- | --- |
| 1 | Serafín Martínez | Xacobeo Galicia       | 5   |
| 2 | David Moncoutié  | Cofidis               | 3   |
| 3 | Johann Tschopp   | BBox Bouygues Telecom | 1   |

- Alto Xorret del Catí (1re catégorie)

|   | Cycliste          | Équipe                | Pts |
| - | ----------------- | --------------------- | --- |
| 1 | David Moncoutié   | Cofidis               | 10  |
| 2 | Serafín Martínez  | Xacobeo Galicia       | 6   |
| 3 | Johann Tschopp    | BBox Bouygues Telecom | 4   |
| 4 | José Luis Arrieta | AG2R La Mondiale      | 2   |
| 5 | Assan Bazayev     | Astana                | 1   |

## Déroulement de la course
L'équipe Sky est non partante au départ de l'étape, après la mort de l'un de leurs soigneurs. L'équipe avait déjà perdu trois coureurs qui avaient abandonnés lors des précédentes étapes en raison d'un virus.

## Classement de l'étape

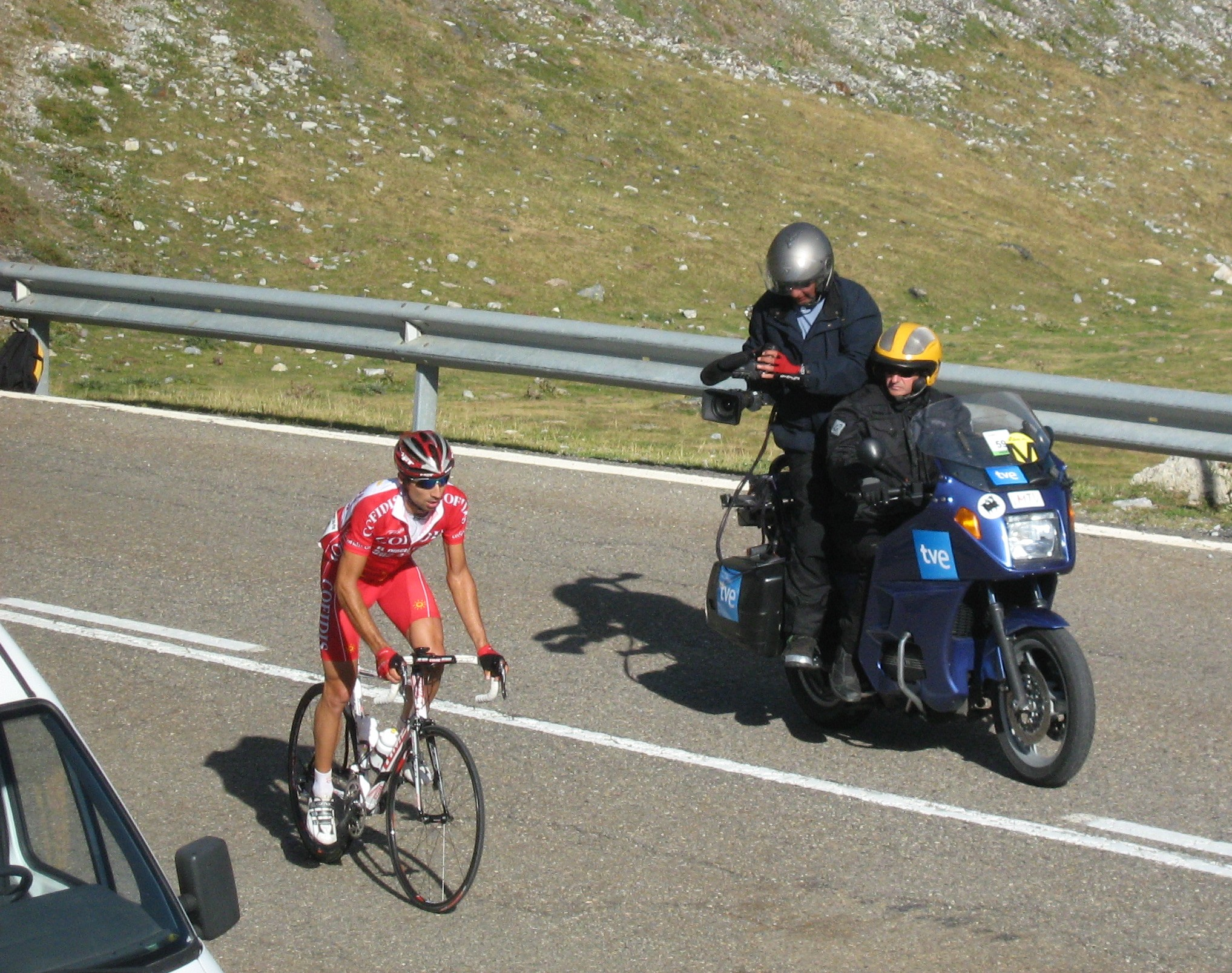
David Moncoutié, vainqueur de l'étape (ici lors de sa victoire durant la 8e étape du Tour d'Espagne 2008)

|    | Coureur           | Pays       | Équipe                |    | Temps           |
| -- | ----------------- | ---------- | --------------------- | -- | --------------- |
| 1  | David Moncoutié   | France     | Cofidis               | en | 5 h 14 min 32 s |
| 2  | Serafín Martínez  | Espagne    | Xacobeo Galicia       | +  | 54 s            |
| 3  | Johann Tschopp    | Suisse     | BBox Bouygues Telecom |    | 54 s            |
| 4  | José Luis Arrieta | Espagne    | AG2R La Mondiale      |    | 54 s            |
| 5  | Joaquim Rodríguez | Espagne    | Katusha               |    | 1 min 29 s      |
| 6  | Vincenzo Nibali   | Italie     | Liquigas-Doimo        |    | 1 min 29 s      |
| 7  | Igor Antón        | Espagne    | Euskaltel-Euskadi     |    | 1 min 29 s      |
| 8  | Assan Bazayev     | Kazakhstan | Astana                |    | 1 min 32 s      |
| 9  | Xavier Tondo      | Espagne    | Cervélo TestTeam      |    | 1 min 32 s      |
| 10 | Carlos Sastre     | Espagne    | Cervélo TestTeam      |    | 1 min 35 s      |

## Classement général
|    | Coureur            | Pays       | Équipe            |    | Temps            |
| -- | ------------------ | ---------- | ----------------- | -- | ---------------- |
| 1  | Igor Antón         | Espagne    | Euskaltel-Euskadi | en | 32 h 28 min 49 s |
| 2  | Joaquim Rodríguez  | Espagne    | Katusha           | +  | 0 s              |
| 3  | Vincenzo Nibali    | Italie     | Liquigas-Doimo    |    | 2 s              |
| 4  | Xavier Tondo       | Espagne    | Cervélo TestTeam  |    | 42 s             |
| 5  | Marzio Bruseghin   | Italie     | Caisse d'Épargne  |    | 1 min 10 s       |
| 6  | Rubén Plaza        | Espagne    | Caisse d'Épargne  |    | 1 min 15 s       |
| 7  | Ezequiel Mosquera  | Espagne    | Xacobeo Galicia   |    | 1 min 18 s       |
| 8  | Nicolas Roche      | Irlande    | AG2R La Mondiale  |    | 1 min 19 s       |
| 9  | Peter Velits       | Slovaquie  | HTC-Columbia      |    | 1 min 26 s       |
| 10 | Tejay van Garderen | États-Unis | HTC-Columbia      |    | 1 min 26 s       |

## Abandons
- Thomas Lövkvist (Sky) : non-partant[3]
- Kjell Carlström (Sky) : non-partant[3]
- Simon Gerrans (Sky) : non-partant[3]
- Peter Kennaugh (Sky) : non-partant[3]
- Lars Petter Nordhaug (Sky) : non-partant[3]
- Ian Stannard (Sky) : non-partant[3]
- Branislau Samoilau (Quick Step) : abandon